# Puchar Świata w narciarstwie alpejskim mężczyzn 1968/1969
Puchar Świata w narciarstwie alpejskim mężczyzn sezon 1968/1969 jest trzecią edycją tej imprezy. Cały cykl rozpoczął się we francuskim Val d’Isère 12 grudnia 1968 roku, a zakończył się 22 marca 1969 w amerykańskim Waterville Valley.

## Podium zawodów

### Indywidualnie
| Lp  | Data             | Miejsce                | Konkurencja | Zwycięzca            | 2. miejsce           | 3. miejsce        |
| 1.  | 12 grudnia 1968  | Val d’Isère            | gigant      | Karl Schranz         | Bernard Orcel        | Henri Duvillard   |
| 2.  | 3 stycznia 1969  | Berchtesgaden          | slalom      | Alfred Matt          | Karl Schranz         | Patrick Russel    |
| 3.  | 6 stycznia 1969  | Adelboden              | gigant      | Jean-Noël Augert     | Jean-Pierre Augert   | Karl Schranz      |
| 4.  | 11 stycznia 1969 | Wengen                 | zjazd       | Karl Schranz         | Heinrich Messner     | Karl Cordin       |
| 5.  | 12 stycznia 1969 | Wengen                 | slalom      | Reinhard Tritscher   | Vladimir Sabich      | Peter Frei        |
| 6.  | 18 stycznia 1969 | Kitzbühel              | zjazd       | Karl Schranz         | Jean-Daniel Dätwyler | Karl Cordin       |
| 7.  | 19 stycznia 1969 | Kitzbühel              | slalom      | Patrick Russel       | Herbert Huber        | Dumeng Giovanoli  |
| 8.  | 24 stycznia 1969 | Megève                 | zjazd       | Henri Duvillard      | Heinrich Messner     | Alfred Matt       |
| 9.  | 26 stycznia 1969 | Megève                 | slalom      | Alain Penz           | Herbert Huber        | Vladimir Sabich   |
| 10. | 1 lutego 1969    | Sankt Anton am Arlberg | zjazd       | Karl Schranz         | Heinrich Messner     | Franz Vogler      |
| 11. | 8 lutego 1969    | Åre                    | gigant      | Jean-Noël Augert     | Jakob Tischhauser    | Alain Penz        |
| 12. | 9 lutego 1969    | Åre                    | slalom      | Patrick Russel       | Jean-Noël Augert     | Alfred Matt       |
| 13. | 9 lutego 1969    | Cortina d’Ampezzo      | zjazd       | Josef Minsch         | Jean-Pierre Augert   | Hans Peter Rohr   |
| 14. | 14 lutego 1969   | Val Gardena            | zjazd       | Jean-Daniel Dätwyler | Henri Duvillard      | Rudi Sailer       |
| 15. | 16 lutego 1969   | Kranjska Gora          | gigant      | Reinhard Tritscher   | Alfred Matt          | Franz Digruber    |
| 16. | 17 lutego 1969   | Kranjska Gora          | slalom      | Edmund Bruggmann     | Alain Penz           | Herbert Huber     |
| 17. | 28 lutego 1969   | Squaw Valley           | slalom      | Billy Kidd           | Alain Penz           | Patrick Russel    |
| 18. | 1 marca 1969     | Squaw Valley           | gigant      | Reinhard Tritscher   | Jakob Tischhauser    | Heinrich Messner  |
| 19. | 15 marca 1969    | Mont-Sainte-Anne       | gigant      | Karl Schranz         | Dumeng Giovanoli     | Jakob Tischhauser |
| 20. | 16 marca 1969    | Mont-Sainte-Anne       | slalom      | Alfred Matt          | Jean-Noël Augert     | Billy Kidd        |
| 21. | 21 marca 1969    | Waterville Valley      | gigant      | Dumeng Giovanoli     | Karl Schranz         | Jakob Tischhauser |
| 22. | 22 marca 1969    | Waterville Valley      | slalom      | Jean-Noël Augert     | Herbert Huber        | Patrick Russel    |

## Końcowa klasyfikacja generalna
| Miejsce | Zawodnik                  | Punkty |
| ------- | ------------------------- | ------ |
| 1.      | Karl Schranz              | 182    |
| 2.      | Jean-Noël Augert          | 123    |
| 3.      | Reinhard Tritscher        | 108    |
| 4.      | Alfred Matt               | 104    |
| 5.      | Alain Penz                | 98     |
| 6.      | Henri Duvillard           | 91     |
| 7.      | Heinrich Messner          | 89     |
| 8.      | Patrick Russel            | 80     |
| 9.      | Dumeng Giovanoli          | 79     |
| 10.     | Herbert Huber             | 62     |
| ...     |                           |        |
| 30.     | Andrzej Bachleda-Curuś II | 12     |

### Zjazd (po 6 z 6 konkurencji)
| Miejsce | Zawodnik             | Punkty |
| ------- | -------------------- | ------ |
| 1.      | Karl Schranz         | 75     |
| 2.      | Heinrich Messner     | 60     |
| 2.      | Henri Duvillard      | 60     |
| 4.      | Jean-Daniel Dätwyler | 56     |
| 5.      | Josef Minsch         | 44     |

### Slalom gigant (po 7 z 7 konkurencji)
| Miejsce | Zawodnik           | Punkty |
| ------- | ------------------ | ------ |
| 1.      | Karl Schranz       | 70     |
| 2.      | Reinhard Tritscher | 61     |
| 3.      | Jean-Noël Augert   | 58     |
| 4.      | Jakob Tischhauser  | 55     |
| 5.      | Dumeng Giovanoli   | 48     |

### Slalom[1](po 9 z 9 konkurencji)
| Miejsce | Zawodnik         | Punkty |
| ------- | ---------------- | ------ |
| 1.      | Jean-Noël Augert | 65     |
| 1.      | Alfred Matt      | 65     |
| 1.      | Alain Penz       | 65     |
| 1.      | Patrick Russel   | 65     |
| 5.      | Herbert Huber    | 60     |

### Drużynowo (po 22 z 22 konkurencji)
| Miejsce | Kraj              | Punkty |
| ------- | ----------------- | ------ |
| 1.      | Austria           | 776    |
| 2.      | Francja           | 580    |
| 3.      | Szwajcaria        | 445    |
| 4.      | Stany Zjednoczone | 157    |
| 5.      | Włochy            | 46     |
| ...     |                   |        |
| 9.      | Polska            | 12     |